# Nati nel 1935/Aprile
| Questa pagina contiene informazioni ricavate automaticamente dalle voci biografiche con l'ausilio del template Bio e di un bot. L'aggiornamento è periodico e automatico e ricostruisce completamente la pagina. Se manca una persona in questa lista, sei pregato di non aggiungerla, ma accertati piuttosto che la sua voce biografica contenga il template Bio e che i dati anagrafici siano correttamente compilati. Se il template Bio manca, inseriscilo tu stesso o, in alternativa, metti l'avviso {{tmp\|Bio}} che ne segnala la mancanza. Se i dati riportati sono sbagliati, correggi direttamente la voce biografica; le modifiche saranno visibili in questa lista entro pochi giorni. Per chiarimenti vedi il progetto biografie. La lista contiene solo le 181 persone che sono citate nell'enciclopedia e per le quali è stato implementato correttamente il template Bio. Pagina aggiornata al 18 ago 2025. |

- 1º aprile - Achim Hill, canottiere tedesco († 2015)
- 1º aprile - Carlo Novelli, calciatore italiano († 2014)
- 1º aprile - Fernando del Paso, scrittore, saggista e poeta messicano († 2018)
- 1º aprile - Gennaro Rambone, allenatore di calcio e calciatore italiano († 2010)
- 1º aprile - Anna Tortora, autrice televisiva italiana († 2003)
- 1º aprile - Liam Whelan, calciatore irlandese († 1958)
- 2 aprile - Robert Alter, critico letterario e traduttore statunitense
- 2 aprile - Pietro Balestra, economista e statistico svizzero († 2005)
- 2 aprile - Wandisa Guida, attrice italiana
- 2 aprile - Garrett Lewis, scenografo statunitense († 2013)
- 2 aprile - Ivo Trumbić, allenatore di pallanuoto e pallanuotista jugoslavo († 2021)
- 3 aprile - Endre Czeizel, genetista e medico ungherese († 2015)
- 3 aprile - Andrea Fanton, fumettista italiano
- 3 aprile - Harold Kushner, rabbino, teologo e scrittore statunitense († 2023)
- 3 aprile - Carla Marchelli, ex sciatrice alpina italiana
- 3 aprile - Marrion Roe, nuotatrice neozelandese († 2017)
- 3 aprile - Salvatore Senese, magistrato e politico italiano († 2019)
- 3 aprile - Märta Tikkanen, scrittrice finlandese
- 3 aprile - Vinicio Villani, matematico italiano († 2018)
- 4 aprile - Mohammed Basindawa, politico yemenita
- 4 aprile - Trevor Griffiths, drammaturgo e sceneggiatore britannico († 2024)
- 4 aprile - Michael Horovitz, poeta, artista e traduttore inglese († 2021)
- 4 aprile - François Bernard Mâche, musicologo e compositore francese
- 4 aprile - Kenneth Mars, attore e doppiatore statunitense († 2011)
- 4 aprile - Pia Riva, ex sciatrice alpina italiana
- 5 aprile - Tommaso Bisagno, politico italiano († 2014)
- 5 aprile - Gisela Bolaños, modella venezuelana († 2013)
- 5 aprile - Giovanni Cianfriglia, attore e stuntman italiano († 2024)
- 5 aprile - Peter Grant, produttore discografico e manager britannico († 1995)
- 5 aprile - Manabu Koga, nuotatore giapponese († 1974)
- 5 aprile - Donald Lynden-Bell, astronomo e astrofisico inglese († 2018)
- 5 aprile - Frank Schepke, canottiere tedesco († 2017)
- 5 aprile - Bruno Zambrini, musicista e produttore discografico italiano
- 6 aprile - Fred Bongusto, cantautore e produttore discografico italiano († 2019)
- 6 aprile - J. P. Clark, poeta e drammaturgo nigeriano († 2020)
- 6 aprile - Luis del Sol, calciatore e allenatore di calcio spagnolo († 2021)
- 6 aprile - Tuğrul Demir, cestista turco († 2022)
- 6 aprile - Ėduard Dubinskij, calciatore sovietico († 1969)
- 6 aprile - Franca Evangelisti, paroliera e cantante italiana
- 6 aprile - Hermes González, ex calciatore paraguaiano
- 6 aprile - Takashi Ishimoto, nuotatore giapponese († 2009)
- 6 aprile - Giuseppe Laras, rabbino, teologo e storico italiano († 2017)
- 6 aprile - Aharon Razin, biochimico israeliano († 2019)
- 6 aprile - Elisabeth Rehn, politica finlandese
- 6 aprile - Slavko Svinjarević, calciatore jugoslavo († 2006)
- 6 aprile - Herbert Wagner, fisico tedesco
- 7 aprile - Bobby Bare, cantautore statunitense
- 7 aprile - Mervyn Crossman, hockeista su prato australiano († 2017)
- 7 aprile - Louis Proost, ciclista su strada belga († 2009)
- 8 aprile - Oscar Zeta Acosta, avvocato e scrittore statunitense
- 8 aprile - Dada Gallotti, attrice italiana
- 8 aprile - Renato Panciera, velocista italiano († 2001)
- 8 aprile - Vittorio Sega, politico italiano († 2022)
- 8 aprile - Nathan Wachtel, storico francese
- 9 aprile - Mario Donen, attore italiano († 2020)
- 9 aprile - Reinhold Frosch, slittinista austriaco († 2012)
- 9 aprile - Motomu Kiyokawa, attore e doppiatore giapponese († 2022)
- 9 aprile - Jānis Klovāns, scacchista lettone († 2010)
- 9 aprile - Aulis Sallinen, compositore finlandese
- 9 aprile - Vittorio Silvestrini, fisico e scrittore italiano († 2024)
- 10 aprile - Ran Blake, pianista e compositore statunitense
- 10 aprile - Nicola Cabibbo, fisico italiano († 2010)
- 10 aprile - Antonio Coscia, cestista paraguaiano († 2023)
- 10 aprile - Peter Hollingworth, arcivescovo anglicano e politico australiano
- 10 aprile - Álvaro de Luna, attore spagnolo († 2018)
- 10 aprile - Ferdinando Ardengo Maffia, giornalista italiano († 1999)
- 10 aprile - Terenzio Polverini, calciatore e allenatore di calcio italiano († 2015)
- 10 aprile - Jimmy James Ross, cantante statunitense († 2000)
- 10 aprile - Zeev Sternhell, storico israeliano († 2020)
- 10 aprile - Christos Yannaras, teologo greco († 2024)
- 11 aprile - Richard Berry, cantautore statunitense († 1997)
- 11 aprile - Pierre Kartner, cantante, compositore e paroliere olandese († 2022)
- 11 aprile - Richard Kuklinski, mafioso e serial killer statunitense († 2006)
- 12 aprile - Harry Brüll, calciatore olandese († 2021)
- 12 aprile - Carlos González Cabrera, calciatore messicano († 2017)
- 12 aprile - Lee H. Katzin, regista statunitense († 2002)
- 12 aprile - Denis McQuail, sociologo britannico († 2017)
- 12 aprile - Aldo Puglisi, attore italiano († 2024)
- 12 aprile - Heinz Schneiter, calciatore svizzero († 2017)
- 13 aprile - Giuseppe Angrisano, ammiraglio italiano († 2024)
- 13 aprile - Mudaffar Sjah, sovrano e politico indonesiano († 2015)
- 13 aprile - Sandro Pellegrini, attore e doppiatore italiano († 2013)
- 13 aprile - Renato Sadar, allenatore di calcio e calciatore italiano († 2009)
- 13 aprile - Lyle Waggoner, attore statunitense († 2020)
- 14 aprile - Juan Ramón Báez, cestista portoricano († 2022)
- 14 aprile - Rodolfo Biazon, politico e generale filippino († 2023)
- 14 aprile - Larry Friend, cestista statunitense († 1998)
- 14 aprile - Don McCrae, ex cestista e allenatore di pallacanestro canadese
- 14 aprile - Jack McDevitt, scrittore statunitense
- 14 aprile - Didi Perego, attrice italiana († 1993)
- 14 aprile - Piero Schivazappa, regista e sceneggiatore italiano († 2017)
- 14 aprile - Erich von Däniken, scrittore svizzero
- 15 aprile - Delém, calciatore e allenatore di calcio brasiliano († 2007)
- 15 aprile - Charles Fried, giurista, avvocato e filosofo ceco († 2024)
- 15 aprile - Velik Kapsăzov, ginnasta bulgaro († 2017)
- 15 aprile - Avtandil Koridze, lottatore sovietico († 1966)
- 15 aprile - Gianni Letta, giornalista e politico italiano
- 15 aprile - Moham Bikran Singh, rivoluzionario e politico nepalese
- 15 aprile - Elliot Tiber, artista, sceneggiatore e scrittore statunitense († 2016)
- 16 aprile - Alfio Andronico, matematico e informatico italiano († 2012)
- 16 aprile - Wim Esajas, mezzofondista surinamese († 2005)
- 16 aprile - Sarah Kirsch, poetessa tedesca († 2013)
- 16 aprile - Ronald Pettersson, hockeista su ghiaccio svedese († 2010)
- 16 aprile - Dominique Venner, saggista, storico e militare francese († 2013)
- 16 aprile - Bobby Vinton, cantante statunitense
- 17 aprile - Gian Paolo Bazzoni, scrittore, poeta e drammaturgo italiano († 2014)
- 17 aprile - Salah Djebaïli, biologo e calciatore francese († 1994)
- 17 aprile - Bernardino Giuliana, poeta italiano († 1999)
- 17 aprile - Shōji Kamata, ex cestista e allenatore di pallacanestro giapponese
- 17 aprile - Gigi Pirarba, doppiatore e conduttore televisivo italiano († 2023)
- 18 aprile - Enrico Alderotti, giornalista e scrittore italiano († 2008)
- 18 aprile - Franco Frabboni, pedagogista e saggista italiano († 2024)
- 18 aprile - Shoji Hashimoto, giocatore di go giapponese († 2009)
- 18 aprile - Walter Marichal, calciatore uruguaiano († 2017)
- 18 aprile - José Pérides, ex calciatore portoghese
- 18 aprile - Paul A. Rothchild, produttore discografico statunitense († 1995)
- 19 aprile - Francesco Conconi, medico italiano
- 19 aprile - Carlo Dimai, bobbista italiano († 2018)
- 19 aprile - Giancarlo Dondi, dirigente sportivo, dirigente d'azienda e rugbista a 15 italiano († 2025)
- 19 aprile - Maurizio Mondelli, dirigente sportivo, arbitro di rugby a 15 e rugbista a 15 italiano († 2011)
- 19 aprile - Dudley Moore, attore, comico e pianista britannico († 2002)
- 19 aprile - Justin Francis Rigali, cardinale e arcivescovo cattolico statunitense
- 19 aprile - Josef Vojta, calciatore cecoslovacco († 2023)
- 20 aprile - Jon Arnett, giocatore di football americano statunitense († 2021)
- 20 aprile - Mario Camus, regista e sceneggiatore spagnolo († 2021)
- 20 aprile - Warren Casey, compositore, paroliere e librettista statunitense († 1988)
- 20 aprile - Francesco Compasso, avvocato, giornalista e politico italiano († 1997)
- 20 aprile - Tomás Osvaldo González Morales, vescovo cattolico cileno († 2022)
- 20 aprile - Eberhard Mehl, schermidore tedesco († 2002)
- 20 aprile - Carlo Mupo, calciatore italiano († 2023)
- 20 aprile - Daniele Pace, cantante, paroliere e compositore italiano († 1985)
- 20 aprile - Gary Raymond, attore britannico
- 21 aprile - Vanna Cercenà, scrittrice italiana († 2022)
- 21 aprile - Robin Dixon, ex bobbista britannico
- 21 aprile - Arnaud Geyre, ciclista su strada francese († 2018)
- 21 aprile - Charles Grodin, attore statunitense († 2021)
- 21 aprile - Paolo Pucci, ex pallanuotista e nuotatore italiano
- 21 aprile - Vincenzo Romano Salvia, pittore italiano († 2019)
- 22 aprile - Giovanni Allegra, ispanista italiano († 1989)
- 22 aprile - Paul Chambers, contrabbassista statunitense († 1969)
- 22 aprile - Fiorenza Cossotto, mezzosoprano italiano
- 22 aprile - Jerry Fodor, filosofo statunitense († 2017)
- 22 aprile - Giovanni Gambardella, imprenditore e dirigente d'azienda italiano († 2023)
- 22 aprile - W.S. Holland, batterista statunitense († 2020)
- 22 aprile - Manrico Mansueti, scrittore, poeta e attivista italiano († 2020)
- 22 aprile - Ignazio Piussi, alpinista italiano († 2008)
- 22 aprile - Luigi Squillario, politico e banchiere italiano († 2020)
- 23 aprile - Milton Banana, batterista brasiliano († 1999)
- 23 aprile - Franco Citti, attore italiano († 2016)
- 23 aprile - Giuseppe Gargani, ex politico italiano
- 23 aprile - István Hernek, canoista ungherese († 2014)
- 23 aprile - Coşkun Taş, calciatore turco († 2024)
- 23 aprile - Milena Vukotic, attrice italiana
- 24 aprile - Mario De Sotgiu, politico italiano († 2008)
- 25 aprile - Roberto Ferreiro, allenatore di calcio e calciatore argentino († 2017)
- 25 aprile - Inga Freidenfelds, cestista lettone († 2022)
- 25 aprile - Bob Gutowski, astista statunitense († 1960)
- 25 aprile - Reinier Kreijermaat, calciatore olandese († 2018)
- 25 aprile - Lola Novaković, cantante serba († 2016)
- 25 aprile - Jim Peebles, astronomo canadese
- 26 aprile - Dante Fortini, allenatore di calcio e calciatore italiano († 2012)
- 26 aprile - Paolo Leon, economista italiano († 2016)
- 26 aprile - Gerardo Pierro, arcivescovo cattolico italiano († 2025)
- 26 aprile - Conrad Susa, compositore statunitense († 2013)
- 27 aprile - Theo Angelopoulos, regista, sceneggiatore e produttore cinematografico greco († 2012)
- 27 aprile - Elsa Fonda, annunciatrice televisiva e scrittrice italiana († 2025)
- 27 aprile - François Goasduff, ciclista su strada francese
- 27 aprile - Ron Morris, astista statunitense († 2024)
- 27 aprile - Nico Perrone, saggista e storico italiano
- 27 aprile - Jef van Gool, calciatore belga († 2022)
- 27 aprile - Nikki van der Zyl, doppiatrice tedesca († 2021)
- 28 aprile - Arnold Midgley, sciatore alpino e dirigente sportivo canadese († 2023)
- 28 aprile - Ercole Pignatelli, pittore e scultore italiano
- 28 aprile - Giuseppe Vita, dirigente d'azienda italiano
- 29 aprile - Luigi Balzarini, calciatore italiano († 2014)
- 29 aprile - Gundi Busch, pattinatrice artistica su ghiaccio e allenatrice di pattinaggio su ghiaccio tedesca († 2014)
- 29 aprile - Gianna Galli, soprano italiano († 2010)
- 29 aprile - Ljubomir Levčev, poeta bulgaro († 2019)
- 30 aprile - Mary Lefkowitz, grecista e latinista statunitense
- 30 aprile - Paolo Sica, architetto e urbanista italiano († 1988)
- 30 aprile - Sergio Testori, attore e stuntman italiano († 2007)